# Meu Querido Avô
Meu Querido Avô foi uma série de comédia produzida para a RTP em 1997 realizada por Fernando Ávila e protagonizada por Raul Solnado. Foi produzida em 1996 e estreou em 12 de abril de 1997.

## Sinopse
O dia-a-dia da vida de uma família composta pelo pai, a mãe, o filho traquinas e o avô reformado que é o melhor amigo do neto. José António (Ricardo Carriço) é advogado e está sempre ocupado, assim como a sua mulher Isabel (Rita Salema) que é economista e nunca deixa o trabalho. Resta-nos o avô, Arlindo (Raul Solnado), que é o melhor amigo do neto (Duarte Carvalheira). Ambos partilham um mundo de fantasia de diversão, apesar da diferença de idades, e, também, gostam de jogar matraquilhos.

## Elenco
- Ângela Pinto - Tia Isaura
- Cucha Carvalheiro - Professora
- Duarte Carvalheira - João "Joãozinho" Miguel
- Raul Solnado - Avô Arlindo
- Ricardo Carriço - José António
- Rita Salema - Isabel

## Actores convidados
- Guilherme Filipe - Vizinho
- Manuel Coelho - Calisto
- Margarida Marinho - Maria do Carmo
- Miguel Velez - Luís